# Allan Hills A77005
Koordinaten: 76° 43′ 0″ S, 159° 40′ 0″ O
Allan Hills A77005 (kurz ALHA77005 , daneben auch bekannt als Allan Hills 77005, ALH 77005, ALH77005 und ALH-77005) ist ein Marsmeteorit, der 1977 in den Allan Hills in der Westantarktis, Viktorialand, von einem Team des Japanese National Institute of Polar Research und ANSMET gefunden wurde. Wie andere Mitglieder des SNC-Clans (Shergottit-Nakhlit-Chassignit) stammt ALH 77005 vermutlich vom Mars.
Der kleine Stein, der teilweise im Eis eingebettet war und Reste einer Schmelzkruste aufwiese, ist damit der erste in der Antarktis gefundene Meteorit, der als Marsmeteorit identifiziert wurde.

## Beschreibung
Die Abmessungen des Exemplars betragen ~9,5 cm × 7,5 cm × 5,25 cm,  bei der Entdeckung betrug die Masse von ALH 77005 482,5 g.
Es ist auf allen Flächen gut gerundet, mit Ausnahme einer Fläche, die in situ nach Süden zeigte und die teilweise gebrochen ist.
Etwa 5 % der Oberfläche des Meteoriten bedeckt in wahllosen kleinen, dünnen Flecken eine gut entwickelte, dunkle Schmelzkruste.
Andere Teile des Steins sind von einer glasartigen Kruste bedeckt, bei der es sich möglicherweise um den unteren Teil der dunklen, äußeren Schmelzkruste handelt, denn diese äußere dunkle Kruste ist offenbar auf dem größten Teil der Oberfläche durch physikalische Verwitterung entfernt worden.
Die Probe ist gut gehärtet und daher schwer zu zerbrechen.
Aufgrund dieser Eigenschaften ist der Meteorit prädestiniert für die Untersuchung seiner Schmelzkruste.
Einige teilweise geschmolzene Kristalle stehen in Kontakt mit der glasigen (unteren) Kruste.
Es gibt kaum Anzeichen dafür, dass diese glasartige Rinde durch chemische Verwitterung beeinträchtigt wurde.
Der Dünnschliff-„Chip“ ist möglicherweise nicht repräsentativ für das gesamte Exemplar. Auf der Schnittfläche scheint die Probe frisch zu sein, Farbvariationen der gesägten Oberfläche deuten auf Heterogenitäten im Zentimeterbereich hin. Auf der gesägten Oberfläche befinden sich Hohlräume mit einem Durchmesser von bis zu 2 mm.
Einige dieser Hohlräume zeigen Kristallstrukturen an der peripheren Oberfläche, diese scheinen aber nicht ins Innere derselben hineinzureichen.

### Petrographiche Analyse
Die petrographische Beschreibung erfolgte durch Brian Mason.
Danach handelt es sich bei diesem Meteoriten um einen Achondriten mit folgender modaler Zusammensetzung (in Volumenprozent): ~55 % Olivin; ~35 % Pyroxen; ~8 % Maskelynit; ~2 % Opaker (hauptsächlich Chromit, etwas Ilmenit, Spuren von Troilit und Nickel-Eisen).
Auch Phosphate und andere akzessorische (bekleidende) Phasen werden berichtet.
Olivin tritt auf in Form von etwas abgerundeten anhedralen (xenomorphen) bis subhedralen (d. h. wohl hypidiomorphen, vgl. auch „idiomorph“) Körnern mit einer Länge von bis zu 2 mm; es hat eine ungewöhnliche blassbraune Farbe. Pyroxen tritt in der Form farbloser prismatischer Kristalle mit einer Länge von bis zu 6 mm auf, die das Olivin oft poikilitisch einschließen; einige Kristalle zeigen grobe polysynthetische Verzwillingung; die genaue Zusammensetzung ist dabei etwas variabel.
Maskelynit ist in Form von Leisten zwischen dem Olivin und Pyroxen vorhanden; mit einer Labradorit-Zusammensetzung und enthält 0,2–0,3 % Kaliumoxid (K2O).
Molprozent-Angaben zu Mineralienbestandteilen:
```
Fayalit
      28

Ferrosilit
   23
```

## Klassifikation
ALHA77005 ist für einen Achondrit sehr ungewöhnlich. Das Olivin ist in seiner Zusammensetzung mit dem von Chassigniten und das Pyroxen mit dem von Diogeniten vergleichbar, so dass die Zusammensetzung der Masse zwischen diesen beiden Klassen von Achondriten liegt. Diese Klassen sind jedoch fast plagioklasfrei, und ein Maskelynit ähnlicher Zusammensetzung war zuvor nur von den Achondriten Shergotty und Zagami bekannt; aber diese Meteoriten unterscheiden sich von ALHA77005 wiederum dadurch, dass sie weitgehend aus kalziumreichem Klinopyroxen bestehen und kein Olivin enthalten.
Die Ähnlichkeit mit diesen Meteoriten reichen jedoch aus, um ihn als Mitglied des SNC-Clans (Shergottit-Nakhlit-Chassignit) vom Marsmeteoriten zu klassifizieren.
Etwa 80 % der mehr als 150 anerkannten Marsmeteoriten werden als Shergottite (Shergotty-ähnlich) klassifiziert (Stand: Juni 2015). Allerdings wurden bis dahin nur 9 Proben (die 5 oder mehr Meteoritenfälle repräsentieren) im Marsmeteoriten-Kompendium des NASA-JSC, das genauere Klassifizierungsdaten liefert, wie ALHA77005  als „lherzolithische Shergottite“ aufgeführt.

### Alter
Über das Alter der Shergottit-Meteoriten wurde viel diskutiert, aber die meisten neueren Artikel deuten darauf hin, dass sie in der Regel durch Lavaströme der letzten Milliarden Jahre entstanden sind. Vieles spricht für ein Alter von weniger als 200 Millionen Jahren (Ma). Ein kosmisches Strahlungsalter von ~3 Ma bedeutet, dass der Meteorit entweder ca. 3 Millionen Jahre vom Mars zur Erde unterwegs war. Es könnte aber auch sein, dass ALHA77005 zusammen mit mehreren anderen Shergottiten als Teil eines großen Fragments eines früheren großen Auswurfs vom Mars beteiligt gewesen ist, und aus diesem dann erst durch eine spätere Kollision vor 3 Ma herausgelöst wurde und daher erst ab diesem Zeitpunkt der kosmischen Strahlung ausgesetzt war.

### Schockstatus und Verwitterung
Der Meteorit wurde stark geschockt. Dies zeigen das Vorkommen von Maskelynit, die undulöse Auslöschung im Pyroxen und gelegentliche Bereiche mit offensichtlicher Schockschmelze an.
Es wurden bei der ersten Inspektion zwar keine Anzeichen von Verwitterung beobachtet,
aber spätere Analysen ergaben ein terrestrisches Alter von etwa 200.000 Jahren.
Kaersutit könnte als ein Beleg für anscheinend vorirdische (d. h. marianische) wässrige Aktivität darstellen, auch die Raman-Spektroskopie wurde ebenfalls als Beleg für eine Beeinflussung und Veränderung durch Wasser auf dem Mars herangezogen. Es ist jedoch sehr schwierig, solche präterrestrichen Einflüsse von irdischen zu trennen, nachdem der Meteorit offenbar mehrere hunderttausend Jahre im Eis gelegen hat. Daher sind weitere sehr eindeutige Beweise wünschenswert, um die Auswirkungen der präterrestrischen und terrestrischen Verwitterung zu trennen.

### Untersuchung auf mögliche Biosignaturen
Im März 2019 berichteten Forscher über mögliche Biosignaturen in diesem Marsmeteoriten. Diese Studie basierte auf der Untersuchungen von Mikrotextur und Morphologie des Meteoriten per Lichtmikroskopie und FTIR-ATR-Mikroskopie (Infrarotmikroskopie), sowie auf dem Nachweis von mineralisierten organischen Verbindungen, was darauf hindeutet, dass mikrobielles Leben auf dem Planeten Mars existiert haben könnte.
Grundsätzlich und als Ergebnis ihrer Studien schlagen die Autoren, dass Materialien des Sonnensystems (Metoriten und Gesteinsproben von Planeten und Monden) sorgfältig untersucht werden sollten, um festzustellen, ob es auch dort solche Hinweise für mögliche mikrobielle Formen geben könnte.

## Synonyme
ALH-77005 und ALHA77005 sind zwei von mehreren zusätzlichen Bezeichnungen für diesen Meteoriten. Standardisierte Abkürzungen für antarktische Meteoriten wurden inzwischen, aber eben erst später entwickelt.

## Weiterführende Literatur
- Kathy Sawyer: The Rock from Mars: A Detective Story on Two Planets. Random House, 2006, ISBN 1-4000-6010-9 (englisch, archive.org).